# Marisa Monte ao vivo
Marisa Monte ao vivo è un video concerto della cantante brasiliana Marisa Monte pubblicato nel 1989 su VHS e su DVD-Video nel 2004.

## Il video
Marisa Monte ao vivo contiene la registrazione dello spettacolo televisivo Especial Marisa Monte trasmesso da Rede Manchete e registrato in quattro serate al Teatro Villa-Lobos di Copacabana tra il settembre e l'ottobre del 1988.
Lo spettacolo fu di fatto l'esordio di Marisa Monte nel mondo dello spettacolo quando la talentuosa cantante, già conosciuta e apprezzata dalla stampa brasiliana, ancora non aveva inciso nessun disco.
Con un repertorio di cover di musica pop, jazz, funk e di MPB, grazie ad un talento innato e una presenza scenica notevole, la giovane cantante era già stata notata dalla stampa specializzata e dalle personalità dell'industria discografica brasiliana. Qualcuno era arrivato a definirla «il maggior talento vocale dai tempi di Gal Costa».
La trasmissione ebbe un grande successo e vinse un premio come miglior programma musicale dell'anno.
Dallo spettacolo furono tratti un home video e il primo album di Marisa uscito nel gennaio del 1989, l'omonimo Marisa Monte (noto anche come MM).
Prodotto da Lula Buarque de Hollanda e diretto da Nelson Motta (lo scopritore di Marisa) e Walter Salles (registra poi conosciuto per il film Central do Brasil), il video ha una scaletta di pezzi in parte diversa da quella dell'album.
Nel video appaiono come ospiti speciali il clarinnettista Paulo Mora che accompagna Marisa in Negro gato (cover di Roberto Carlos) e il gruppo Nouvelle Cousine con il Quarteto de Cordas (con Jaques Morelenbaum al violoncello) in Bess, You Is My Woman Now dal Porgy and Bess di Gershwin.
In un pezzo non compreso nell'album Marisa duetta con il cantante Ed Motta in These Are The Songs (cover di una canzone del repertorio di Elis Regina scritta da Tim Maia). Ed Motta è presente anche in I Heard It Through The Grapevine (in una versione diversa da quella presente nella versione su CD di MM). Il fisarmonicista Chiquinho do Acordeon accompagna Marisa in Sonhos (anch'essa non presente nel disco).
Completano il video una bella versione di Samba e amor, classico di Chico Buarque, e un omaggio a Caetano Veloso in una breve medley di Chuva de verão (scritta da Fernando Lobo) e Tudo acabado (classico della cantante di samba-canção Dalva de Oliveira). Immancabile la versione in portoghese di E po' che fá di Pino Daniele, Bem que se quis, che fu il primo hit di Marisa.
Nel 2004 la Phonomotor di Marisa Monte ripubblicò Marisa Monte ao vivo su DVD, in un cofanetto che conteneva anche altri due video precedentemente usciti (Mais del 1991 e Barulhinho bom del 1997).

## Contenuti
1. Chuva de verão - (Fernando Lobo) / Tudo acabado - (J. Piedade, Oswaldo de Oliveira Martins)  (bonus track)
2. Comida - (Sergio Britto, Marcelo Frommer, Arnaldo Antunes)
3. South American Way - (Al Dubin, Jimmy McHugh)
4. Ando meio desligado - (Sergio Dias, Arnaldo Baptista, Rita Lee)
5. Bem que se quis (E po' che fá) - (Pino Daniele, Nelson Motta)
6. Negro gato - (Getúlio Côrtes)
7. Sonhos - (Peninha)
8. Chocolate - (Tim Maia)
9. Speak Low - (Kurt Weill, Ogden Nash)
10. I Heard It Through The Grapevine - (Norman Whitfield, Barret Strong)
11. These Are The Songs - (Tim Maia)
12. Samba e amor - (Chico Buarque)
13. Bess, You Is My Woman Now - (Ira Gershwin, Dubose Heyward, George Gershwin)
14. Comida - (Sergio Britto, Marcelo Frommer, Arnaldo Antunes)

## Formazione
- Marisa Monte - voce
- Edu Szajnbrum - batteria
- Marcos Suzano - percussioni
- Paulo Muylaert - chitarra
- Roberto Alves - pianoforte
- Ronaldo Diamante - basso
- Saulo Dansa - tromba
- Joana Motta, Letícia Monte, Suzana Ribeiro - cori
- Paulo Mora - clarinetto (partecipazione speciale in Negro gato)
- Chiquinho do Acordeon - fisarmonica (partecipazione speciale in Sonhos)
- Ed Motta - voce (partecipazione speciale in I Heard It Through The Grapevine eThese Are The Songs)
- Quarteto de Cordas (partecipazione speciale in Bess, You Is My Woman Now):
  - Michel Bessier e Bernardo Bessler - violino
  - Jaques Morelenbaum - violoncello
  - Marie Christine Bessler - viola
- Nouvelle Cousine (partecipazione speciale in Bess, You Is My Woman Now):
  - Carlos Fernando Nogueira - voce
  - Luca Raele - clarinetto
  - Mauricío Tagliani - chitarra
  - Guga Stroeter - vibrafono
  - Flávio Mancini - contrabbasso